# Gedeone Malagola
Gedeone Malagola (São Paulo, 7 de julho de 1924 — Jundiaí, 15 de setembro de 2008) foi um roteirista, desenhista, argumentista e editor de histórias em quadrinhos brasileiro. Célebre pela criação do super-herói Raio Negro e pelas séries de terror O Lobisomem e A Múmia.

## Biografia

### O início
Nascido na cidade de São Paulo, em 7 de julho de 1924, filho de imigrantes italianos, formou-se em direito, apesar de ter chegado a cursar a faculdade de arquitetura. Ainda na infância, Gedeone começou a aprender a arte do desenho com o pai, Calixto Malagola que era pintor.
Seria, no entanto, como roteirista que conseguiria maior destaque em sua carreia iniciada na década de 1940. Ávido leitor, Gedeone Malagola tinha o hábito de pesquisar sobre os temas que escrevia a fim de se familiarizar com os assuntos e seus roteiros costumavam ser bastante detalhados. Suas primeiras colaborações foram para o jornal A Marmita, onde escrevia e desenhava. Depois trabalhou para O Governador. Se tornou investigador da Polícia Civil de São Paulo.
Teve passagens pela Editora La Selva, indo posteriormente para a revista Vida Juvenil da editora Vida Doméstica, onde, sob a direção de Mário Hora Jr., produziu uma série sobre cangaceiros: inspirada no ator Milton Ribeiro e adaptações dos romances indianistas O Guarani, Iracema e Ubirajara de José de Alencar.
Fundou a Editora Júpiter que contou com o trabalho de diversos desenhistas brasileiros.
Pela Júpiter criou vários heróis espaciais, dentre eles, o Capitão Astral, inspirado em Star Pirate, personagem da revista Planet Comics da editora Fiction House Capitão Astral também publicado no jornal A Folha do Povo.
Na Editora Outubro, com Miguel Penteado, produziu histórias de terror. Mas também escreveu e desenhou histórias infantis.
Gedeone trabalhou ainda com super-heróis na GEP (Gráfica Editora Penteado), criando dentro do gênero as personagens Raio Negro, Hydroman e Homem Lua. Raio Negro, surgido nos anos de 1960, certamente é seu personagem mais conhecido: tinha seus poderes e origem inspirados no personagem americano Lanterna Verde da DC.  Nesses trabalhos, sua arte era apreciada pelas influências da Op Art.
O Homem-Lua foi criado a partir de uma história produzida por Gedeone protagonizada pelo Fantasma de Lee Falk, apresentado a Rio Gráfica Editora (editora que publicava a personagem e que durante muitos anos publicou histórias produzidas por quadrinistas fantasmas), para aproveitar a histórias, o autor alterou o visual do herói e adicionou um circulo no lugar da cabeça.
Gedeone apresentou o Homem-Lua a Miguel Penteado, proprietário da GEP (Gráfica Editora Penteado), Penteado recusou o Homem-Lua e pediu que o quadrinista criasse um herói com superpoderes, surgiu então o Raio Negro, entretanto o Homem-Lua não foi esquecido e teve histórias publicadas na revista do Raio Negro, chegando até a protagonizar um crossover com o herói.
Gedeone foi também um dos roteiristas do Capitão 7 da Editora Outubro e, no final da década de 1960, escreveu histórias dos X-Men na revista Edições GEP, onde foi editor da revista, onde também publicou histórias do Raio Negro e No Mundo dos Gigantes, ilustrada por Paulo Hamasaki e Moacir Rodrigues Soares.
Ao lado de Mauricio de Sousa, Júlio Shimamoto, Ely Barbosa entre outros, integrou a Associação dos Desenhistas de São Paulo (ADESP). A associação visava cotas para quadrinhos brasileiros.

## Alguns trabalhos de Gedeone Malagola
Gedeola trabalhou em Milton Ribeiro, Santos Dumont, Castro Alves, Rui Barbosa, Uk E Uka, Drácula, Targo (um herói tipo Tarzan), Historias Negras, Esquife, Combate, Tambu (outra cópia do Tarzan), Clássicos do Terror, Homem-Mosca, (The Fly no original, criação de Jack Kirby para a Archie Comics), ilustrado por Luiz Rodrigues, Tor (criação de Joe Kubert), Vigilante Rodoviário, Lili, a garota modelo (Millie the model no original), Juju Faísca (Cutie Pie, no original, criação de Gene Fawcett) e Juvêncio, o justiceiro do sertão, He-Man. Produziu mais de 1 500 roteiros para vários desenhistas, entretanto a maioria dos roteiros jamais foram creditados.
Seus últimos trabalhos a alcançaram certo apelo popular foram O Lobisomem (um misto de lobisomem e vampiro) e  A Múmia, que na década de 60 foram publicadas pela GEP e ilustradas por Sérgio Lima, Rodolfo Zalla e o próprio Malagola e na década seguinte, para a Minami-Cunha de Minami Keizi e Carlos da Cunha. A Múmia foi inspirado na série de filmes de mesmo nome da Universal Pictures, protagonizado pela múmia Kharis.
A segunda versão de O Lobisomem foi ilustrada pelo desenhista Nico Rosso com arte final de Kazuhiko Yoshikawa e teria ao longo dos anos duas republicações, sendo a última uma edição especial na Coleção Opera Brasil da editora Opera Graphica em 2002. A nova versão de A Múmia foi ilustrada por Ignácio Justo. Uma terceira versão de O Lobisomem foi ilustrada por Rodval Matias e publicada na década de 1980 na revista Mestres do Terror da Editora D-Arte.
Gedeone colaborou ainda com os jornais A Nação, O Esporte e Diário Popular, publicando suas tiras. Publicou um fanzine dedicado ao Mandrake de Lee Falk.
Foi colaborador de algumas edições da Revista Mundo dos Super-Heróis da Editora Europa onde escrevia sobre personagens da Era de Ouro dos Quadrinhos e das tiras de jornal e estava escrevendo livros sobre quadrinhos intitulado Jornada nos Quadrinhos e outros dois sobre os personagens Buck Rogers e Flash Gordon.

### Falecimento
Após enfrentar problemas de saúde durante vários anos, Gedeone Malagola veio a falecer às 14h do dia 15 de setembro de 2008, aos 84 anos após três paradas cardíacas causadas por uma grave infecção, que o manteve internado por mais de um mês no Hospital São Vicente, em Jundiaí, no interior de São Paulo.